# Sông Hương
Sông Hương hay Hương Giang (Hán Nôm 香江, Chữ Nôm 瀧香) là con sông chảy qua quận Phú Xuân và quận Thuận Hóa thuộc thành phố Huế, miền Trung Việt Nam.

## Địa lý

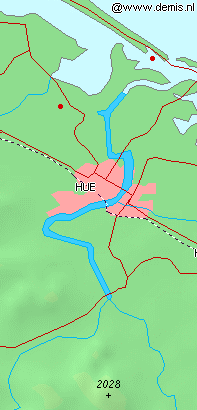
Hệ thống Sông Hương

Sông Hương có hai nguồn chính đều bắt nguồn từ dãy núi Trường Sơn.Dòng chính của Tả Trạch dài khoảng 67 km, bắt nguồn từ dãy Trường Sơn Đông, ven khu vực vườn quốc gia Bạch Mã chảy theo hướng tây bắc với 55 thác nước hùng vĩ, qua huyện Phú Lộc rồi sau đó hợp lưu với dòng Hữu Trạch tại ngã ba Tuần (khoảng 3 km về phía bắc khu vực lăng Minh Mạng). Hữu Trạch dài khoảng 60 km là nhánh phụ, chảy theo hướng bắc, qua 14 thác và vượt qua phà Tuần để tới ngã ba Tuần, nơi hai dòng này gặp nhau và tạo nên sông Hương.

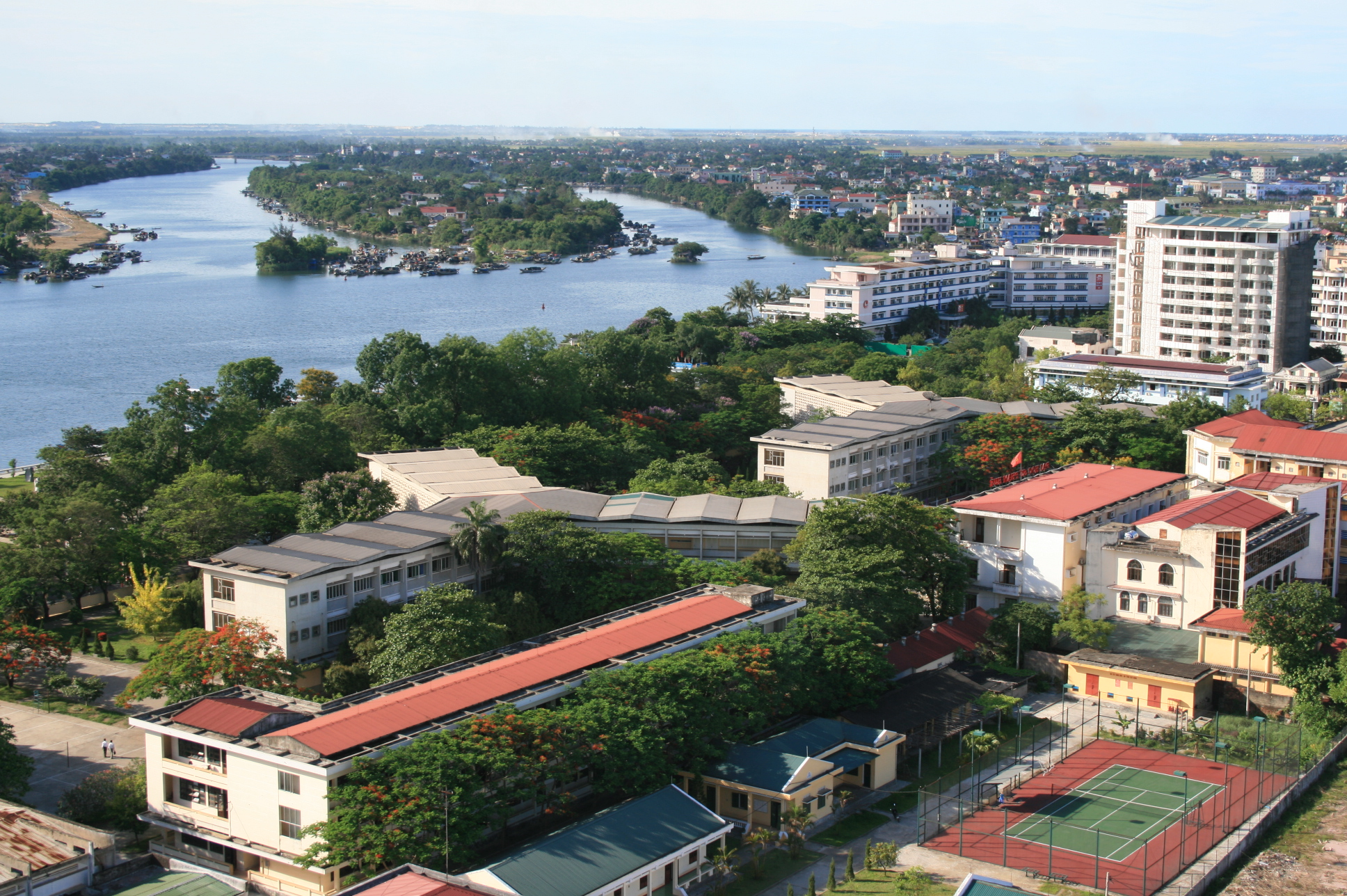
Cồn Hến ở giữa sông Hương

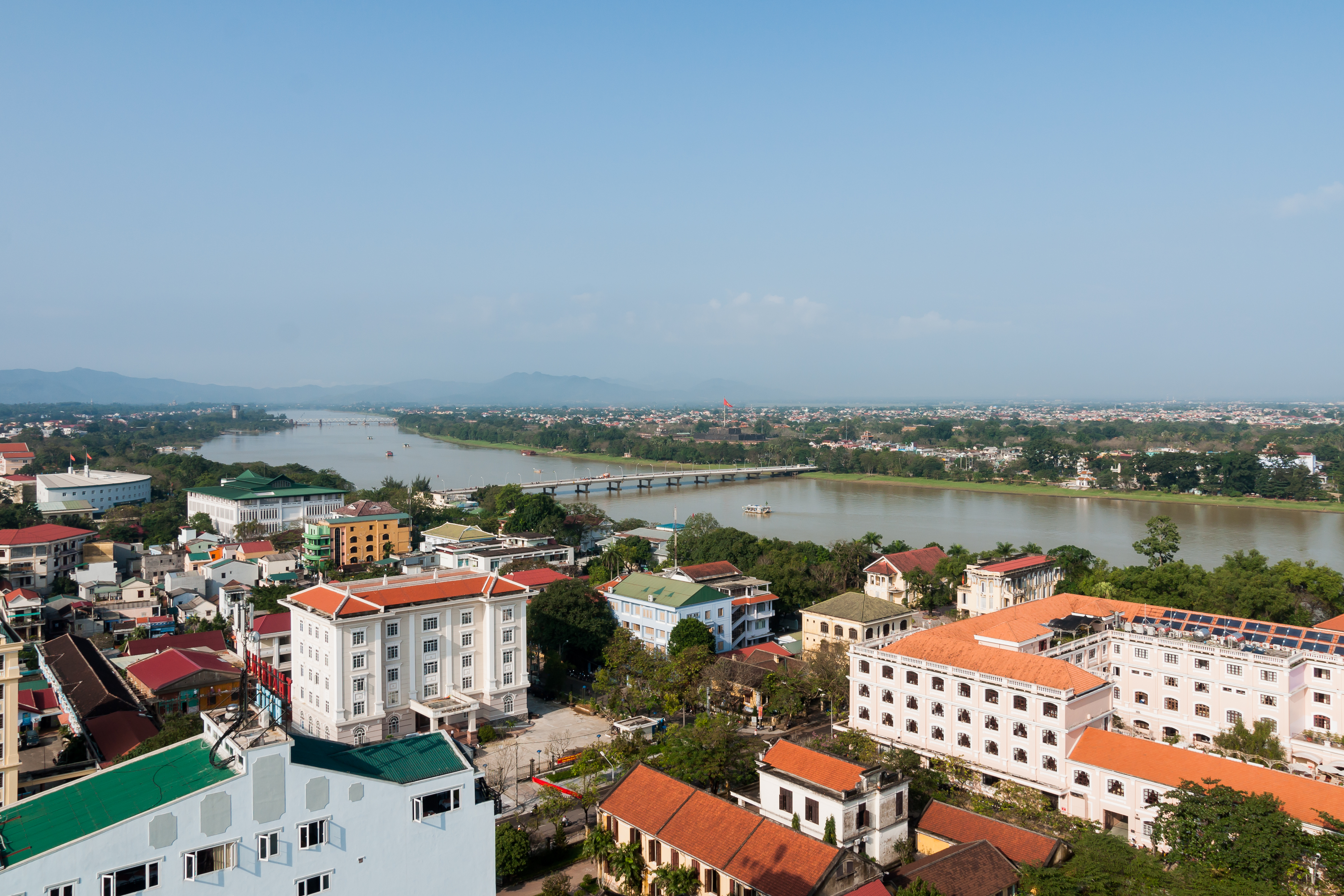
Sông Hương ở Huế, với cầu Phú Xuân (trước) và cầu Dã Viên (sau)

Từ ngã ba Tuần đến cửa Thuận An, sông Hương dài 33 km và chảy rất chậm (do chênh lệch độ cao giữa điểm đầu và cửa sông nhỏ). Khi chảy quanh dọc chân núi Ngọc Trản, sắc nước sông Hương xanh hơn – đây là địa điểm Điện Hòn Chén. Tại đây có một vực rất sâu.
Sông Hương được cho là rất đẹp khi chiêm ngưỡng nó từ nguồn và khi nó chảy quanh các chân núi, xuyên qua các cánh rừng rậm của hệ thực vật nhiệt đới. Con sông chảy chậm qua các làng mạc như Kim Long, Nguyệt Biều, Vỹ Dạ, Đông Ba, Gia Hội, chợ Dinh, Nam Phổ, Bao Vinh. Nó từng là nguồn cảm xúc của du khách khi họ đi thuyền dọc theo dòng sông để nhìn ngắm phong cảnh và lắng nghe những điệu ca Huế truyền thống.
Các công trình kiến trúc hai bên bờ sông gồm thành quách, thị tứ, vườn tược, chùa chiền, tháp và đền đài... ánh phản chiếu của chúng trên dòng nước khiến con sông mang theo nhiều chất thơ và tính nhạc. Nhiều người luôn gắn liền sự thanh bình, thanh lịch và cảnh vật đẹp đẽ của Huế với dòng Sông Hương.
Giữa sông Hương có cồn Hến.

### Những cây cầu bắc qua sông Hương
- Cầu Tuần
- Cầu Dã Viên (bên cạnh có cầu đường sắt được gọi là Bạch Hổ)
- Cầu Phú Xuân
- Cầu Trường Tiền
- Cầu Chợ Dinh
- Đập Thảo Long
- Cầu Nguyễn Hoàng (đang xây dựng)

## Lịch sử tên gọi
Theo các sách cổ, trước khi mang tên sông Hương, con sông này tuỳ theo thời gian có nhiều tên khác nhau.
Sách "Dư địa chí" của Nguyễn Trãi (1435), viết là sông Linh.
Sách "Ô châu cận lục" do Dương Văn An nhuận sắc vào năm 1555, viết sông cái Kim Trà (Kim Trà đại giang).
Sách "Phủ biên tạp lục" của Lê Quý Đôn gọi là sông Hương Trà (Hương Trà nguyên).
Từ nhiều tài liệu khác cho biết cho biết sông Hương đã từng mang tên sông Lô Dung, sông Dinh, sông Yên Lục.
Từ năm 1469 dưới thời Lê Thánh Tông, Kim Trà là tên của một huyện ở phủ Triệu Phong thuộc Thừa tuyên Thuận Hoá. Đến khi Đoan Quốc công Nguyễn Hoàng vào trấn phủ Thuận Hoá (1558), huyện Kim Trà được đổi tên là Hương Trà.

## Trong nghệ thuật

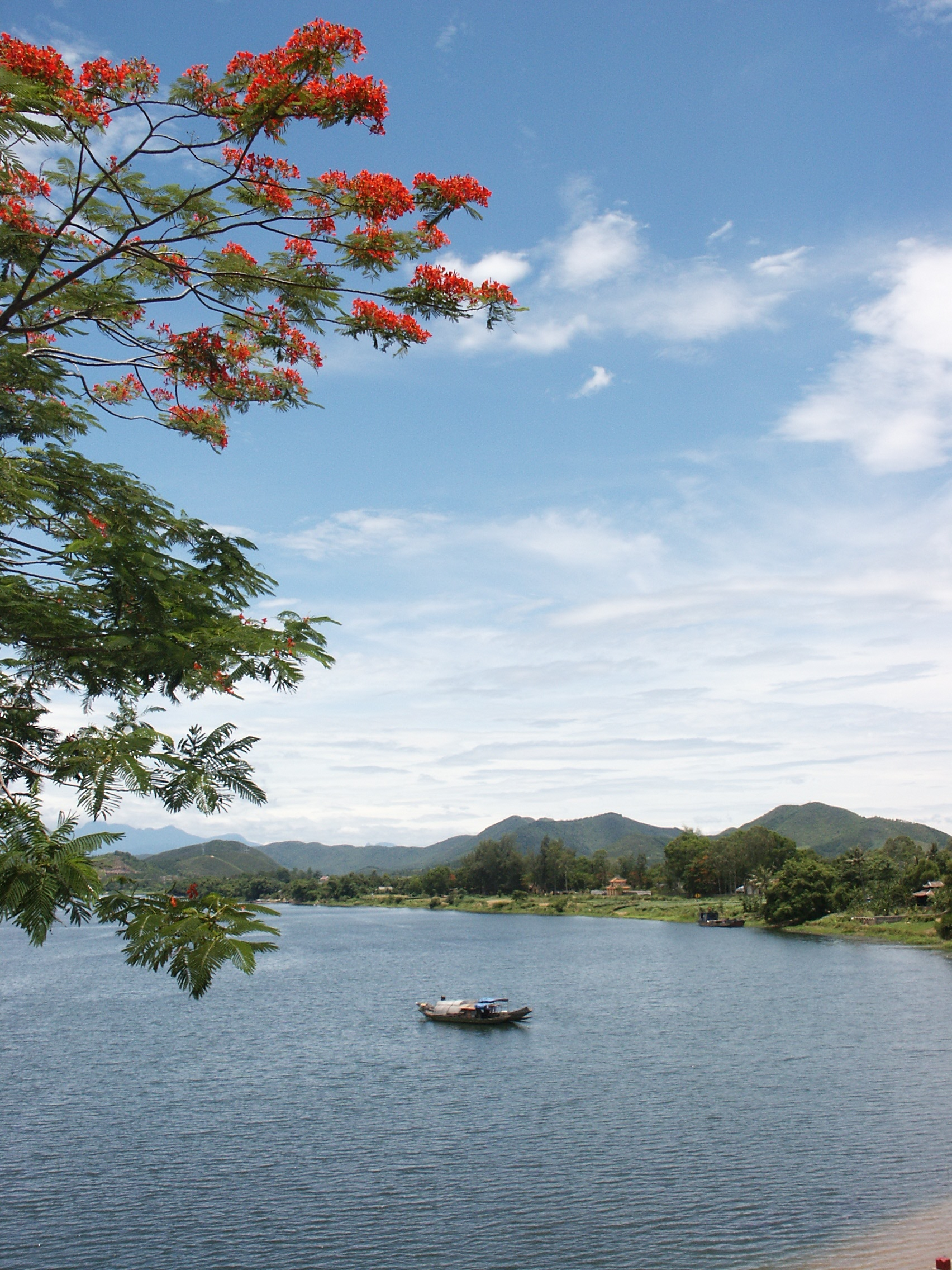
Sông Hương ở Huế

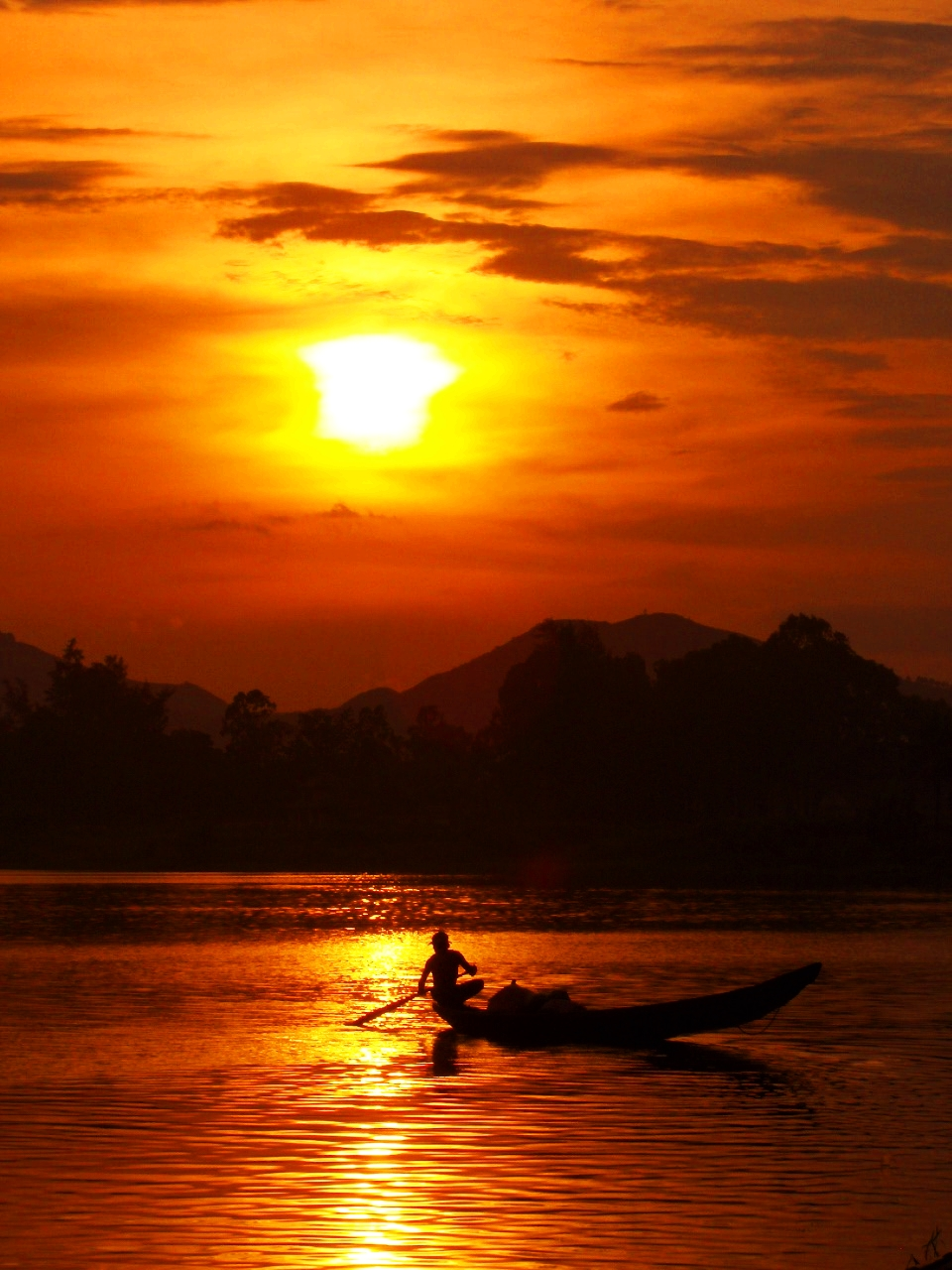
Hoàng hôn trên sông Hương

Từ lâu, dòng Hương giang êm đềm đã tạo nên những cảm hứng cho các tác giả, nhất là thi sĩ và nhạc sĩ.
Nhạc sĩ Phạm Duy có những câu hát nổi tiếng về sông Hương:
Tôi yêu những sông Trường Sơn
Biết ái tình ở dòng sông Hương… (Tình ca, 1953)
hay
Người về chưa ghé sông Hương
Đã nghe tiếng gọi đôi đường đắng cay (Trường ca Con đường Cái quan)
Bên cạnh đó sông Hương cũng là cảm hứng cho Phạm Duy khi viết những ca khúc Hẹn hò, Khối tình Trương Chi.
Nhạc sĩ Phạm Đình Chương chọn sông Hương để đại diện cho miền Trung trong trường ca "Hội trùng dương: Phần thứ hai - Tiếng sông Hương" rất nổi tiếng của mình.
Sông Hương và núi Ngự Bình được nhắc đến trong lời bài hát Ai ra xứ Huế sáng tác bởi nhạc sĩ Duy Khánh:
Ai ra xứ Huế thì ra
Ai về là về núi Ngự
Ai về là về sông Hương
Nước sông Hương còn vương chưa cạn
Chim núi Ngự tìm bạn bay về
Người tình quê ơi người tình quê thương nhớ xin trở về
Nhà thơ Nguyễn Trọng Tạo thì viết
Sông Hương hóa rượu ta đến uống
Ta tỉnh, đền đài ngả nghiêng say...
"Tiếng hát sông Hương" của Tố Hữu:
Trên dòng Hương Giang
Em buông mái chèo
Trời trong veo
Nước trong veo...
Trăng lên trăng đứng trăng tàn
Đời em ôm chiếc thuyền nan xuôi dòng
Diễm xưa của Trịnh Công Sơn:
Thuở ấy có một người con gái rất mong manh, đi qua những hàng cây long não lá li ti xanh mướt để đến Trường Đại học Văn khoa ở Huế.
Nhiều ngày, nhiều tháng của thuở ấy, người con gái ấy vẫn đi qua dưới những vòm cây long não. Có rất nhiều mùa nắng và mùa mưa cũng theo qua. Những mùa nắng, ve râm ran mở ra khúc hát mùa hè trong lá. Mùa mưa Huế, người con gái ấy đi qua nhạt nhòa trong mưa giữa hai hàng cây long não mờ mịt...
Và Diễm Đi để được những con mắt chung quanh nhìn ngắm nhưng đồng thời cũng tự mình có thì giờ nhìn ngắm trời đất, sông nước và hoa lá thiên nhiên. Long não, bàng, phượng đỏ, muối, mù u và một dòng sông Hương chảy quanh thành phố đã phả vào tâm hồn thời con gái một lớp sương khói lãng mạn thanh khiết. Huế nhờ vậy không bao giờ cạn nguồn thi hứng.
Năm 2020, nhà hát ở Huế được khánh thành, lấy tên sông Hương đặt: nhà hát Sông Hương.

## Lũ lụt
Hằng năm, vào mùa lụt, nước sông Hương dâng cao có thể gây ngập úng cho thành phố Huế và các vùng lân cận. Nhưng nhờ phù sa sau mỗi trận lụt, các miệt vườn như Nguyệt Biểu với đặc sản là quả Thanh Trà; Kim Long với măng cụt, các triền ven sông với bắp... sẽ tốt tươi hơn.

## Thư viện ảnh

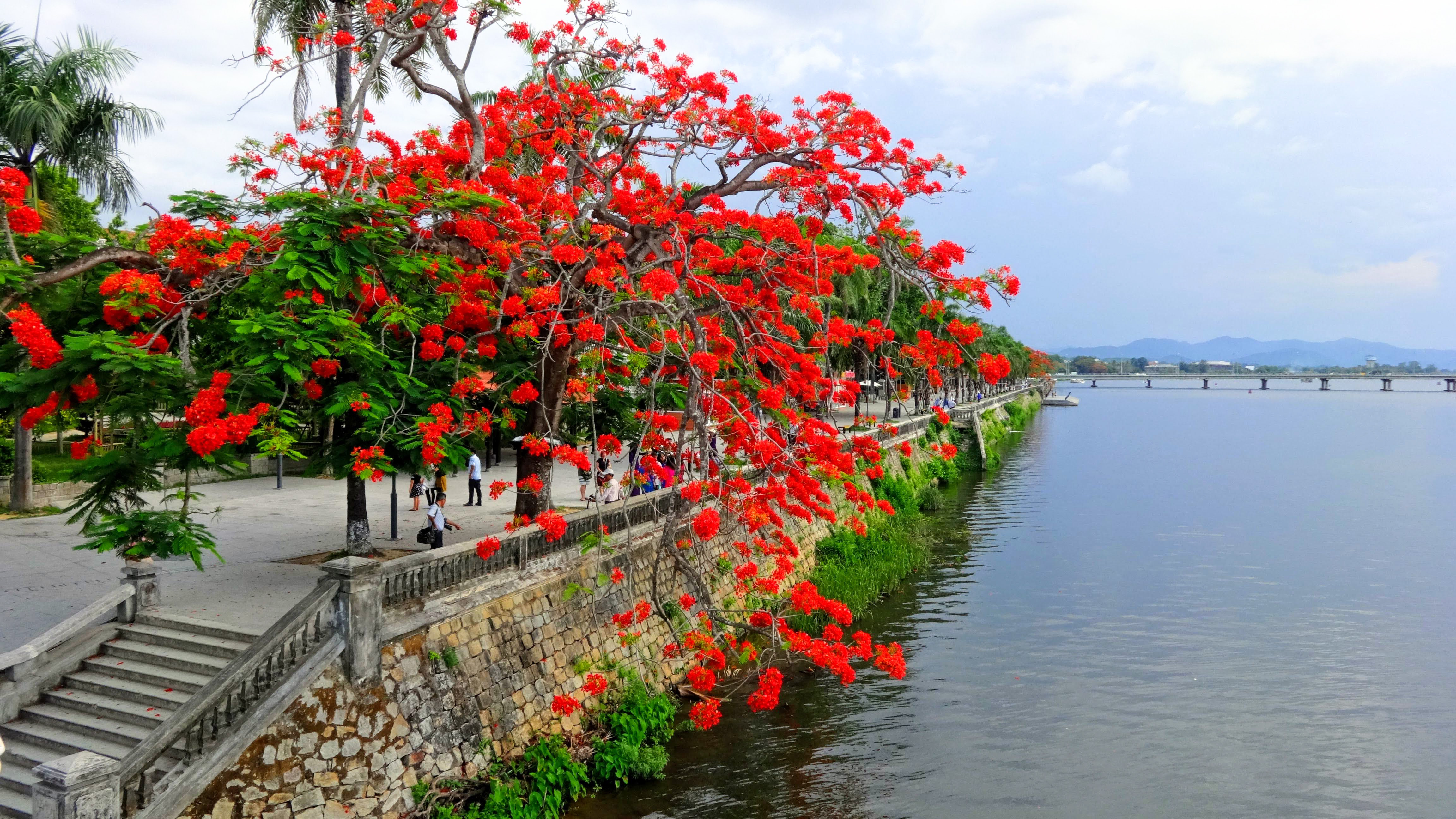
Cây hoa phượng cổ thụ nổi bật bên bờ sông Hương, chụp từ cầu Trường Tiền
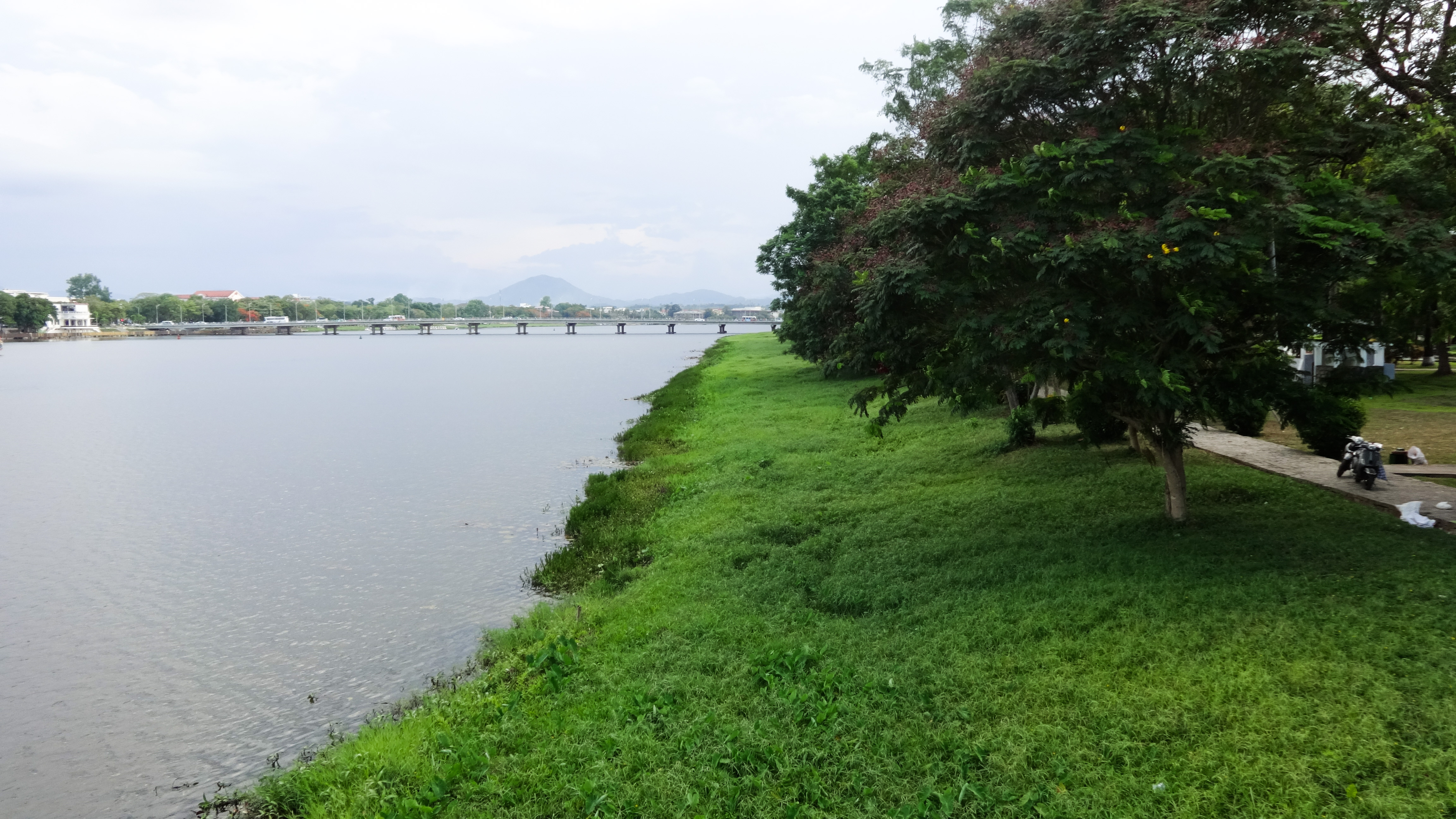
Bãi bồi cỏ tự nhiên, bờ sông Hương đoạn trước Kinh thành Huế
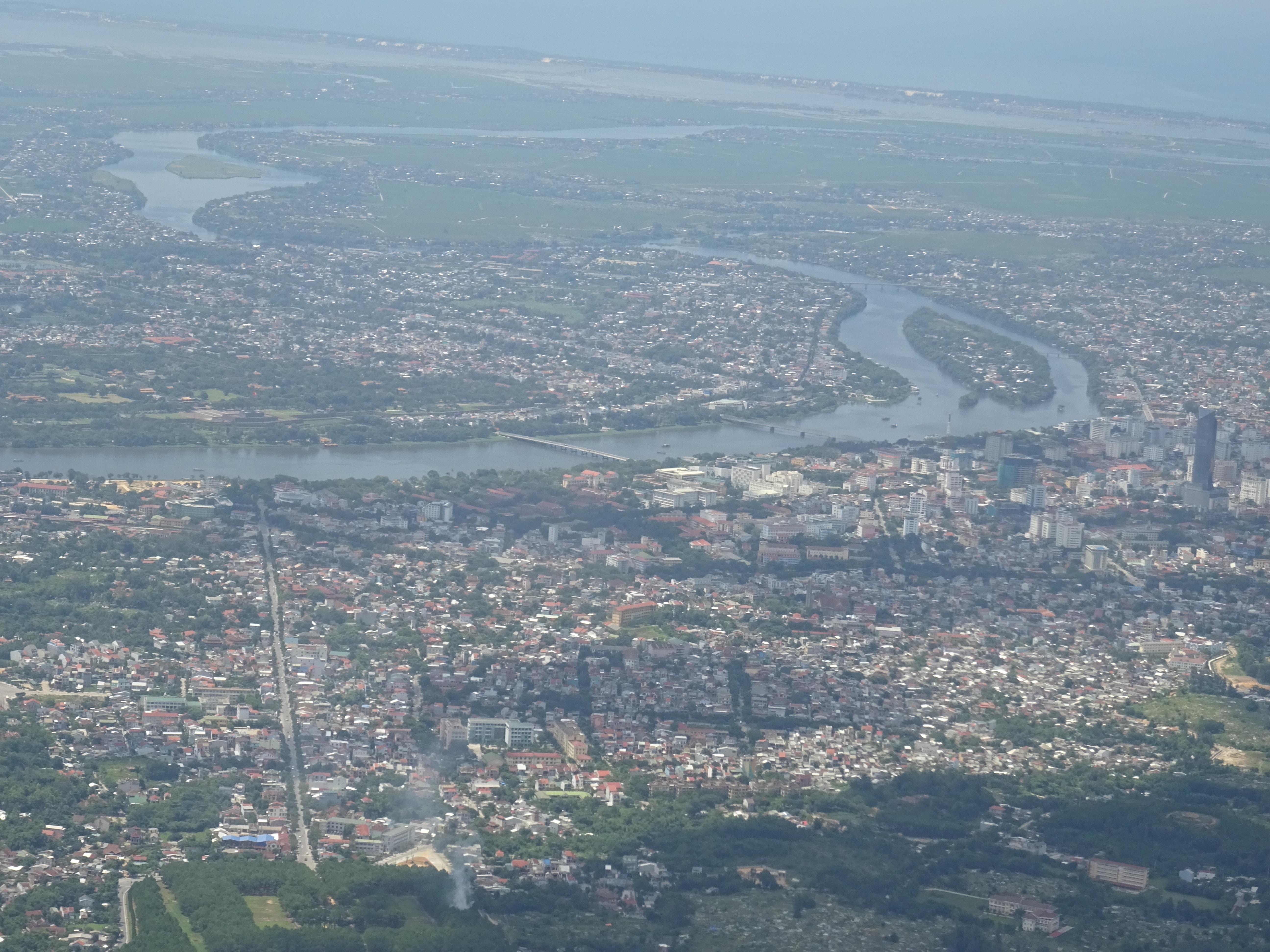
Khung cảnh thành phố Huế và sông Hương
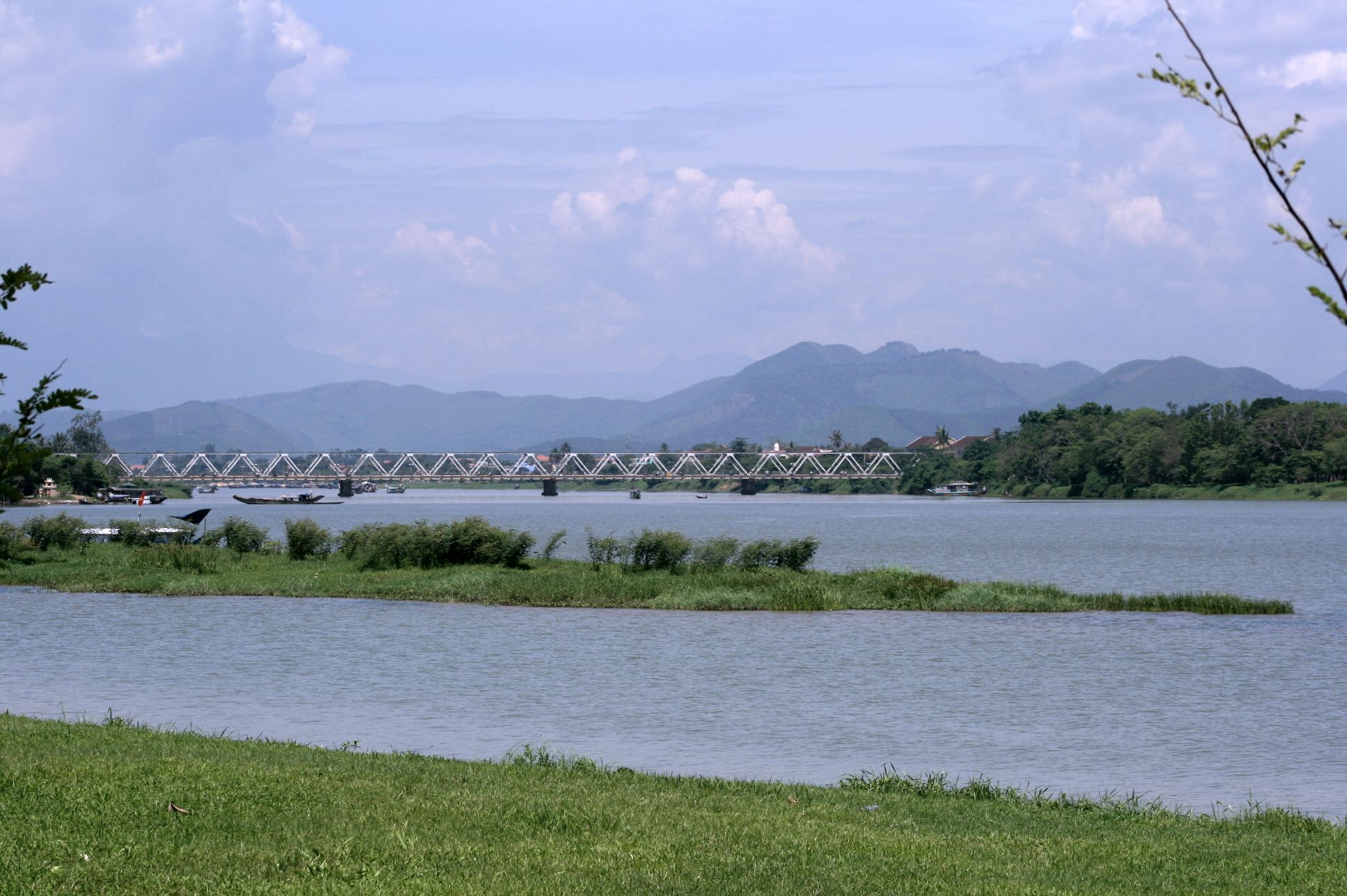
Sông Hương ở Huế
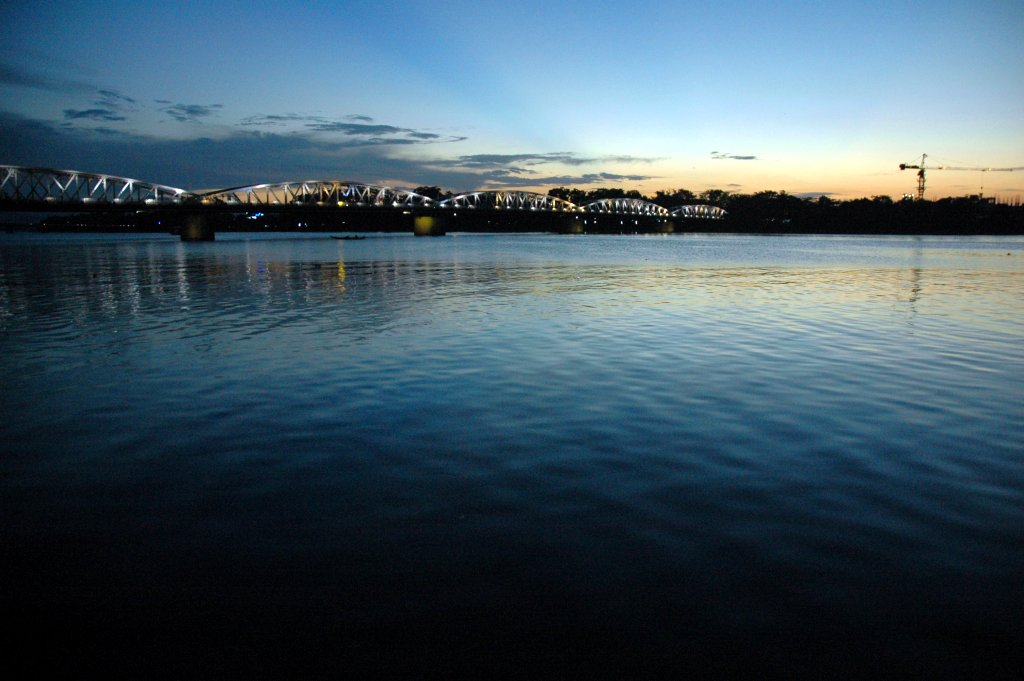
Hoàng hôn trên sông Hương
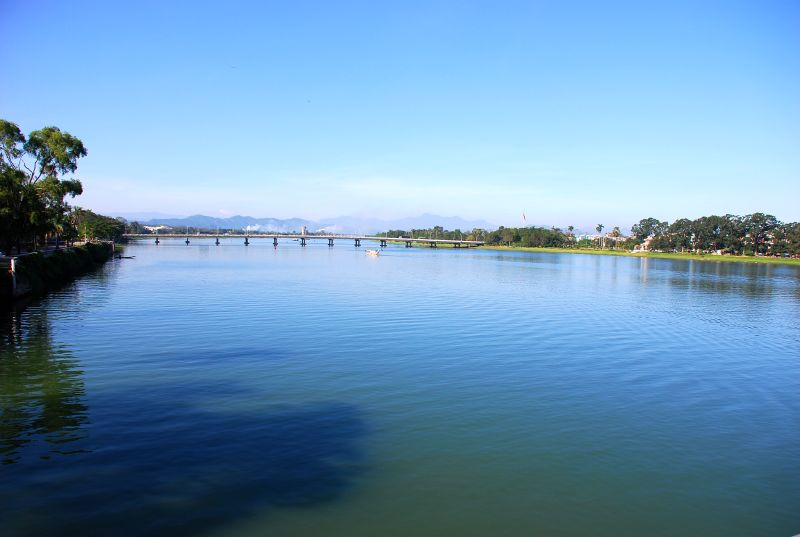
Một khúc sông Hương chảy qua lòng thành phố Huế
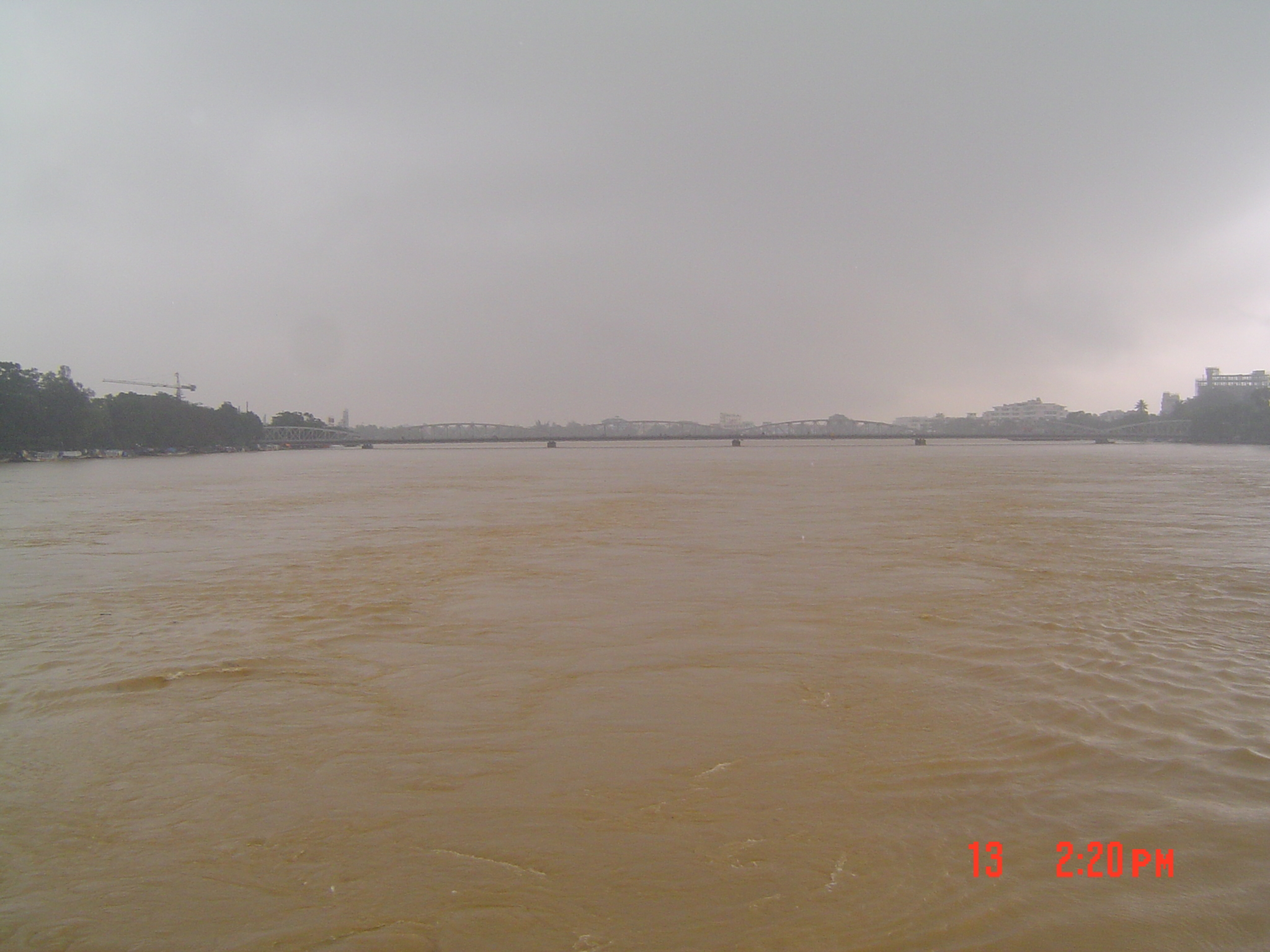
Sông Hương và cầu Tràng Tiền trong trận lụt ngày 13 tháng 11 năm 2007
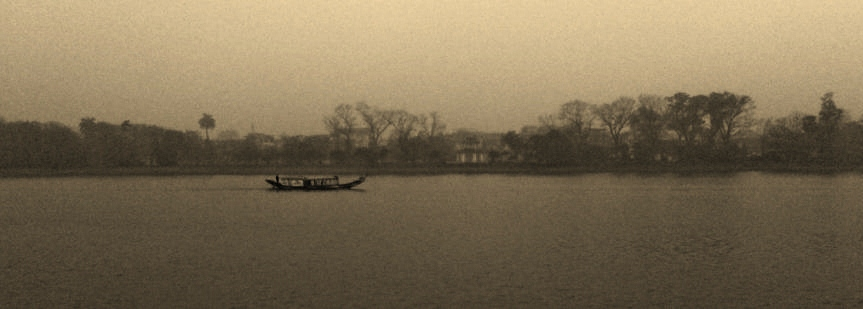
Sông Hương trong cơn mưa phùn xứ Huế